# Koni (Costa d'Avorio)
Koni  è una città e sottoprefettura della Costa d'Avorio appartenente al dipartimento di Korhogo. Conta una popolazione di 11 948 abitanti (censimento 2014).